# Tavan Bogd
El Tawan Bogd ( en mongol: Таван богд   , [ˈtaw̜əɴ ˈpɔɢət] ; |lit. "Cinco santos") es un macizo montañoso en Mongolia, cerca de la triple frontera con China y Rusia. Su pico más alto, el pico Khüiten (anteriormente también conocido como pico Nairamdal), es el punto más alto de Mongolia con 4374 metros sobre el nivel del mar.
El macizo de Tavan Bogd se encuentra principalmente dentro de la provincia de Bayan-Ölgii de Mongolia; sus laderas septentrionales se encuentran en la  República de Altái en Rusia, y las occidentales, en el condado de Burqin en China.
Además del pico Khüiten, el macizo de Tavan Bogd incluye otros cuatro picos: Nairamdal, Malchin, Bürged ( águila ) y Ölgii ( patria ).

## Fronteras internacionales
De acuerdo con los acuerdos trilaterales relevantes y los mapas topográficos publicados, el punto de unión de la frontera entre China y Rusia, la frontera entre China y Mongolia y la frontera entre Mongolia y Rusia es la cima de un pico con una elevación de 4081 o 4104 m, en  las coordenadas 49°10′13.5″N 87°48′56.3″E / 49.170417, 87.815639.  El pico de la montaña se menciona en los acuerdos y mapas como el pico Tavan Bogd ( en ruso: Таван-Богдо-Ула, Tavan-Bogdo-Ula; en mongol: Таван Богд Уул, Tavan Bogd Uul), o Monte Kuitun (chino: 奎屯山; pinyin: Kuítún shān)
Debido a su ubicación remota y de difícil acceso, en una montaña cubierta de nieves perpetuas, los tres estados han acordado no instalar un hito fronterizo en el tripunto.
Otras fuentes afirman que el tripunto se llama pico Nairamdal, pero esto no está confirmado ni por acuerdos oficiales ni por mapas.
Algunos otros picos del macizo de Tavan Bogd se encuentran en la frontera entre China y Mongolia o en la frontera entre Mongolia y Rusia. En particular, el punto más alto del macizo, el pico Khüiten, se encuentra en la frontera entre China y Mongolia, a unos 2,5 km al sur del tripunto. En el pasado, era conocido como el "pico de la Amistad" (Nairamdal Uul en mongol, o Youyi Feng 友谊峰 en chino).

## Picos
Los principales picos del macizo de Tavanbogd son:
| Nombre         | Altura ( metros ) |
| -------------- | ----------------- |
| pico Khüiten   | 4,374             |
| pico Nairamdal | 4,180             |
| pico Burged    | 4,068             |
| pico Malquín   | 4,050             |
| pico Olgii     | 4,050             |

## Glaciación

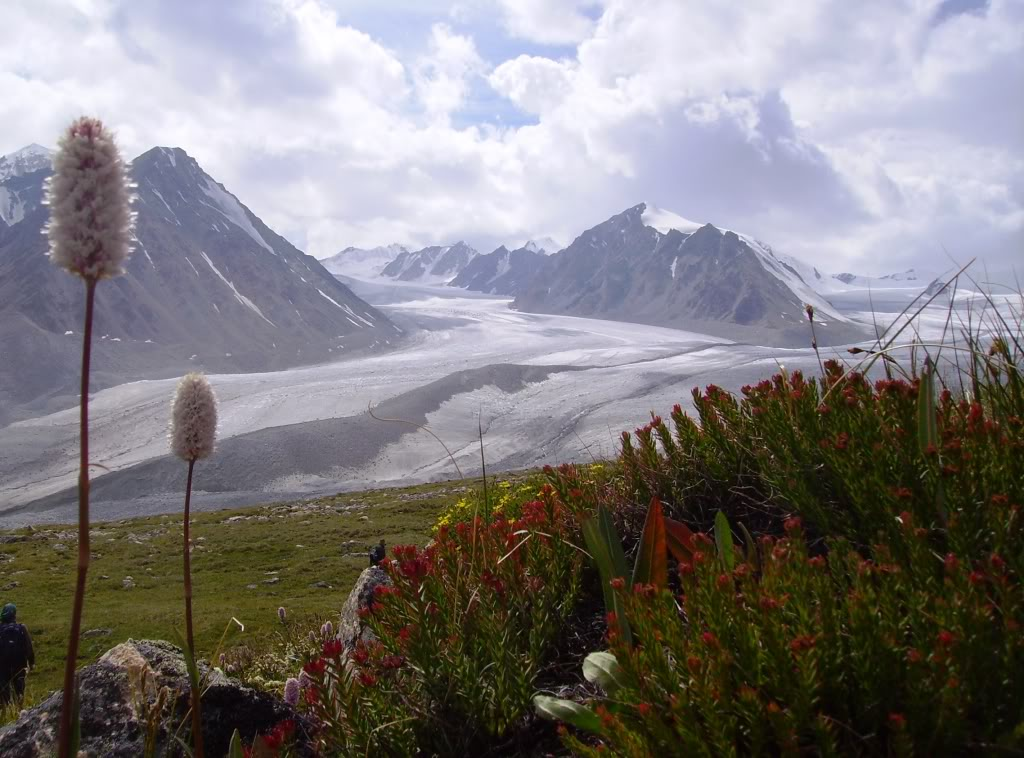
Las montañas y los glaciares de Tavan Bogd

Según las mediciones satelitales, el área total de la glaciación en la zona del macizo de Tavan Bogd ascendió a 204 km2 en 2009. El área de los glaciares era 213 km2 en 1989; es decir, los glaciares perdieron el 4,2% de su superficie en esos 20 años.
De los países que comparten el macizo, el área glaciada más grande se encuentra en Mongolia; incluye el glaciar Potanin (el más largo de Mongolia) y el glaciar Alexandra.
Según una estimación de 2011, la vertiente norte (rusa) del macizo de Tavan Bogd contiene 12 glaciares, que cubren un total de 22,8 km2. Según los investigadores rusos, los glaciares de la vertiente norte del macizo perdieron un 11% de su superficie entre 1962 y 2002, y otro 12% entre 2002 y 2009.

## Parques nacionales y áreas protegidas

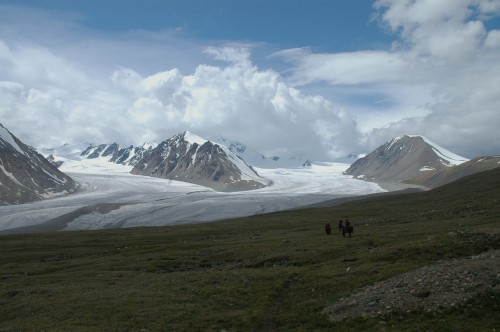
Tavan Bogd se encuentra dentro del Parque Nacional Altái Tavan Bogd.

Se han designado áreas protegidas especiales en las tres naciones que comparten el macizo Tavan Bogd.
La parte mongola del macizo Tavan Bogd se encuentra dentro del Parque Nacional Altái Tavan Bogd. El parque cubre 6.362 km2. Incluye los lagos Khoton, Khurgan y Dayan. La zona protegida ofrece cobijo a muchas especies de animales alpinos, como la oveja argalí, la cabra montés, el ciervo rojo, la garduña, el alce, el gallo de las nieves y el águila real.
En el lado ruso de la frontera, la meseta de Ukok, adyacente al macizo de Tavan Bogd desde el norte, es parte del sitio del Patrimonio Mundial de la UNESCO llamado las Montañas Doradas de Altái.
La corriente alimentada por glaciares en la pendiente occidental, china, del macizo desemboca en el pequeño lago Akkul (阿克库勒湖), que a su vez desemboca en el lago Kanas más al sur; el área del lago Kanas ha sido designada área escénica AAAAA por la Administración Nacional de Turismo de China. Un área de 5,588 km 2 ha sido designada como reserva natural de Kanas ( zh:喀纳斯湖自然风景保护区).